# Juan Eudes
San Juan Eudes (14 de noviembre de 1601 - 19 de agosto de 1680), en francés Jean Eudes (pronunciación en francés: /œd/), fue un sacerdote misionero francés, fundador de la Congregación de Jesús y María (Eudistas) y de la Orden de Nuestra Señora de la Caridad del Refugio, y autor del culto litúrgico del Sagrado Corazón de Jesús y del Corazón de María, la Santísima Madre de Dios. Eudes fue un defensor de los Sagrados Corazones y promovió esta devoción. Predicó misiones en toda Francia, incluidas París y Versalles, al tiempo que obtuvo el reconocimiento como evangelista y confesor popular. Eudes fue también un escritor prolífico y escribió sobre los Sagrados Corazones a pesar de la oposición de los jansenistas.
En 1909, san Pío X lo llamó «padre, doctor y apóstol de los cultos litúrgicos a los Sagrados Corazones de Jesús y María».

## Biografía
Juan Eudes nació el 14 de noviembre de 1601 en una granja cerca de la villa de Ri. Sus padres fueron Isaac Eudes, nacido hacia 1566, y Marta Corbin. Tuvo cuatro hermanas y dos hermanos, entre los que estuvo el historiador François Eudes de Mézeray (1610-10 de julio de 1683).
Eudes estudió con los Jesuitas en Caen y se unió al Oratorio de Jesús el 25 de marzo de 1623. Sus maestros y modelos en la vida espiritual fueron el fundador del Oratorio, Pierre de Bérulle, quien lo recibió en la orden, y el contemplativo y ascético Charles de Condren.
Eudes fue ordenado sacerdote el 20 de diciembre de 1625 y celebró su primera misa en Navidad. Casi inmediatamente después de su ordenación, contrajo una enfermedad que lo mantuvo en cama hasta 1626. Fue enviado a Aubervilliers para sus estudios teológicos y regresó a Séez en 1627. Durante severas plagas en 1627 y 1631, se ofreció como voluntario para cuidar a los afectados en su propia diócesis, administrando los sacramentos y asegurando que los muertos recibieran un entierro adecuado. Lo hizo con el permiso de sus superiores oratorianos.
En 1633 comenzó a predicar misiones parroquiales, y finalmente predicó más de cien misiones en toda su propia región, así como en la Isla de Francia y Borgoña y también en Bretaña. Jean-Jacques Olier se refirió a Eudes como "el prodigio de su edad». Eudes se convirtió en un destacado predicador y confesor con un don para la evangelización y sus misiones a menudo duraban de varias semanas a varios meses; predicó tres en París y una en Versalles. Eudes incluso predicó una vez para Ana de Austria, aunque su hijo Luis XIV sospechaba que Eudes era hostil hacia sus políticas galicanas. También estaba bastante preocupado por la mejora espiritual de los sacerdotes. Después del Concilio de Trento (1545-1563) proliferaron los seminarios de la Iglesia. Eudes fundó varios seminarios en la zona, incluido el de Rennes. En 1674 recibió seis bulas papales de indulgencias del papa Clemente X para cofradías y seminarios dedicados a los Sagrados Corazones.
En su trabajo, se molestó cuando vio los refugios inadecuados para aquellas prostitutas que buscaban escapar de esa vida. Madeleine Lamy, que se había preocupado por algunas de esas mujeres, se le acercó en una ocasión y propuso a Eudes a abordar el problema. En 1641 fundó la Orden de Nuestra Señora de la Caridad del Refugio en Caen para proporcionar refugio a las prostitutas que deseaban hacer penitencia. Tres monjas visitandinas acudieron en su ayuda durante un breve período y en 1644 se abrió una casa en Caen.
Con el apoyo del cardenal Richelieu y varios obispos individuales, dejó a los oratorianos para establecer la Congregación de Jesús y María (Eudistas) para la educación de los sacerdotes y para las misiones parroquiales. Esta congregación se fundó en Caen el 25 de marzo de 1643. Eudes también fundó la Sociedad de la Madre Más Admirable, que actuó como una especie de Tercera Orden, y más tarde contaría entre sus miembros Jeanne Jugan y Amelie Fristel.
Eudes fue influenciado por las enseñanzas de la escuela francesa, Francisco de Sales, y las revelaciones de Gertrude la Grande y Mechtilde. La devoción de Bérulle al Verbo Encarnado lo conquistó y la combinó con la gentileza y la calidez devocional de Francisco de Sales. Cambió el carácter algo individual y privado de la devoción en una devoción para toda la Iglesia cuando escribió para el beneficio de sus comunidades un oficio y una misa que luego recibió la aprobación de varios obispos antes de extenderse por toda la iglesia. Por esta razón, el papa León XIII —al proclamar las virtudes heroicas de Eudes más tarde, en 1903— le otorgó el título de "Autor del culto litúrgico del Adorable Corazón de Jesús y del Admirable Corazón de María». Eudes dedicó las capillas de los seminarios de Caen y Coutances al Sagrado Corazón. La fiesta del Inmaculado Corazón de la Madre de Dios se celebró por primera vez el 8 de febrero de 1648 y la del Sagrado Corazón de Jesús el 20 de octubre de 1672, cada una como una octava.
Después de su muerte, el cuerpo de San Juan Eudes fue enterrado en la iglesia de los Santísimos Corazones de Jesús y María del seminario de los Eudistas en Caen, Francia. En 1810, sus restos fueron transferidos a la iglesia de Notre-Dame-de-la-Gloriette ahí mismo en Caen, y después del 6 de marzo de 1884, se encuentran en la cripta bajo el crucero sur de esta antigua iglesia jesuita

## Posteridad
San Juan Eudes, iniciador del culto litúrgico de los Corazones de Jesús y de María, es uno de los grandes maestros de la escuela francesa de espiritualidad del siglo XVII, le debemos un conjunto de obras de las cuales, varias continúan siendo editadas.
En el siglo XVIII, los Eudistas combatieron el jansenismo. Su orden es suprimida en tiempos de la Revolución Francesa, pero reconstituida en 1826.
La casa madre está en Roma. Los Eudistas están presentes en Europa, América, África y Asia (Filipinas).
Un texto de su «Tratado del reino de Jesús» es mencionado en el Catecismo de la Iglesia Católica aprobado por san Juan Pablo II en 1997:

Debemos continuar y cumplir en nosotros los estados y misterios de Jesús, y pedirle con frecuencia que los realice y lleve a plenitud en nosotros y en toda su Iglesia" [...] Porque el Hijo de Dios tiene el designio de hacer participar y de extender y continuar sus misterios en nosotros y en toda su Iglesia [...] por las gracias que Él quiere comunicarnos y por los efectos que quiere obrar en nosotros gracias a estos misterios. Y por este medio quiere cumplirlos en nosotros